# Stan Mikita
Stanislav (Stanley) "Stan" Mikita, eredetileg Stanislav Guoth (Szokolcs, 1940. május 20. – Chicago, Illinois, USA, 2018. augusztus 7.) szlovák származású kanadai jégkorongozó.

## Pályafutása
1948-ban szülei Csehszlovákiából Kanadába, rokonaikhoz küldték gyermeküket. A fiatal Stanislav az 1956–1957-es szezonban kezdett játszani a St. Catharines Teepees csapatában. 1959-ben debütált az NHL-ben a Chicago Blackhawks csapatában. 1961-ben elnyerték a Stanley-kupát. Az NHL máig egyetlen játékosa, aki egy szezonban - kétszer is (1966–1967 és 1967–1968) - elnyerte mindhárom, a legjobb játékosnak ítélt trófeát. 1979 novemberéig játszott az NHL-ben. A Chicago Blackhawks történetében ő szerepelt a legtöbb mérkőzésen, szerezte a legtöbb gólpasszt, és pontot és a legjobb plusz/mínusz mutatóval rendelkezik. A szerzett gólok, a győztes gólok és a mesterhármasok listáján második Bobby Hull mögött.

## Sikerei, díjai
- Eddie Powers-emlékkupa: 1959
- Art Ross-trófea: 1964, 1965, 1967, 1968
- Hart-emlékkupa: 1967, 1968
- Lady Byng-emlékkupa: 1967, 1968
- Lester Patrick-trófea: 1976
- Az év NHL csapatába hat alkalommal beválasztva
- Az All Star gálára kilencszer hívták meg
- A szlovák jégkorong halhatatlanja (2002)
- Minden idők 17. legjobb játékosa (Hockey News)
- Beválasztották az NHL történetének 100 legjobb játékosa közé

## Pályafutásának statisztikája
| 1958–1959 | Chicago Black Hawks | NHL | 3    | 0   | 1   | 1    | 4    | --   | --  | -- | -- | --  | -- | -- | --  | --  |
| 1959–1960 | Chicago Black Hawks | NHL | 67   | 8   | 18  | 26   | 119  | --   | --  | -- | -- | 3   | 0  | 1  | 1   | 2   |
| 1960–1961 | Chicago Black Hawks | NHL | 66   | 19  | 34  | 53   | 100  | --   | --  | -- | -- | 12  | 6  | 5  | 11  | 21  |
| 1961–1962 | Chicago Black Hawks | NHL | 70   | 25  | 52  | 77   | 97   | --   | --  | -- | -- | 12  | 6  | 15 | 21  | 19  |
| 1962–1963 | Chicago Black Hawks | NHL | 65   | 31  | 45  | 76   | 69   | --   | --  | -- | -- | 6   | 3  | 2  | 5   | 2   |
| 1963–1964 | Chicago Black Hawks | NHL | 70   | 39  | 50  | 89   | 146  | --   | 14  | 1  | 0  | 7   | 3  | 6  | 9   | 8   |
| 1964–1965 | Chicago Black Hawks | NHL | 70   | 28  | 59  | 87   | 154  | --   | 8   | 0  | 6  | 14  | 3  | 7  | 10  | 53  |
| 1965–1966 | Chicago Black Hawks | NHL | 68   | 30  | 48  | 78   | 58   | --   | 11  | 1  | 1  | 6   | 1  | 2  | 3   | 2   |
| 1966–1967 | Chicago Black Hawks | NHL | 70   | 35  | 62  | 97   | 12   | --   | 8   | 1  | 5  | 6   | 2  | 2  | 4   | 2   |
| 1967–1968 | Chicago Black Hawks | NHL | 72   | 40  | 47  | 87   | 14   | -3   | 13  | 2  | 8  | 11  | 5  | 7  | 12  | 6   |
| 1968–1969 | Chicago Black Hawks | NHL | 74   | 30  | 67  | 97   | 52   | +17  | 7   | 3  | 2  | --  | -- | -- | --  | --  |
| 1969–1970 | Chicago Black Hawks | NHL | 76   | 39  | 47  | 86   | 50   | +29  | 7   | 0  | 8  | 8   | 4  | 6  | 10  | 2   |
| 1970–1971 | Chicago Black Hawks | NHL | 74   | 24  | 48  | 72   | 85   | +21  | 7   | 0  | 4  | 18  | 5  | 13 | 18  | 16  |
| 1971–1972 | Chicago Black Hawks | NHL | 74   | 26  | 39  | 65   | 46   | +16  | 5   | 0  | 6  | 8   | 3  | 1  | 4   | 4   |
| 1972–1973 | Chicago Black Hawks | NHL | 57   | 27  | 56  | 83   | 32   | +31  | 7   | 1  | 5  | 15  | 7  | 13 | 20  | 8   |
| 1973–1974 | Chicago Black Hawks | NHL | 76   | 30  | 50  | 80   | 46   | +24  | 6   | 2  | 1  | 11  | 5  | 6  | 11  | 8   |
| 1974–1975 | Chicago Black Hawks | NHL | 79   | 36  | 50  | 86   | 48   | +14  | 12  | 0  | 6  | 8   | 3  | 4  | 7   | 12  |
| 1975–1976 | Chicago Black Hawks | NHL | 48   | 16  | 41  | 57   | 37   | -4   | 6   | 0  | 1  | 4   | 0  | 0  | 0   | 4   |
| 1976–1977 | Chicago Black Hawks | NHL | 57   | 19  | 30  | 49   | 20   | -9   | 6   | 1  | 4  | 2   | 0  | 1  | 1   | 0   |
| 1977–1978 | Chicago Black Hawks | NHL | 76   | 18  | 41  | 59   | 35   | +18  | 6   | 0  | 2  | 4   | 3  | 0  | 3   | 0   |
| 1978–1979 | Chicago Black Hawks | NHL | 65   | 19  | 36  | 55   | 34   | +3   | 4   | 0  | 1  | --  | -- | -- | --  | --  |
| 1979–1980 | Chicago Black Hawks | NHL | 17   | 2   | 5   | 7    | 12   | +2   | 0   | 0  | 0  | --  | -- | -- | --  | --  |
| 22 év     | Összesített         | NHL | 1394 | 541 | 926 | 1467 | 1270 | +159 | 127 | 12 | 60 | 155 | 59 | 91 | 150 | 169 |